# Dodge Serie DP
La Serie DP è un'autovettura full-size prodotta dalla Dodge nel 1933.

## Storia

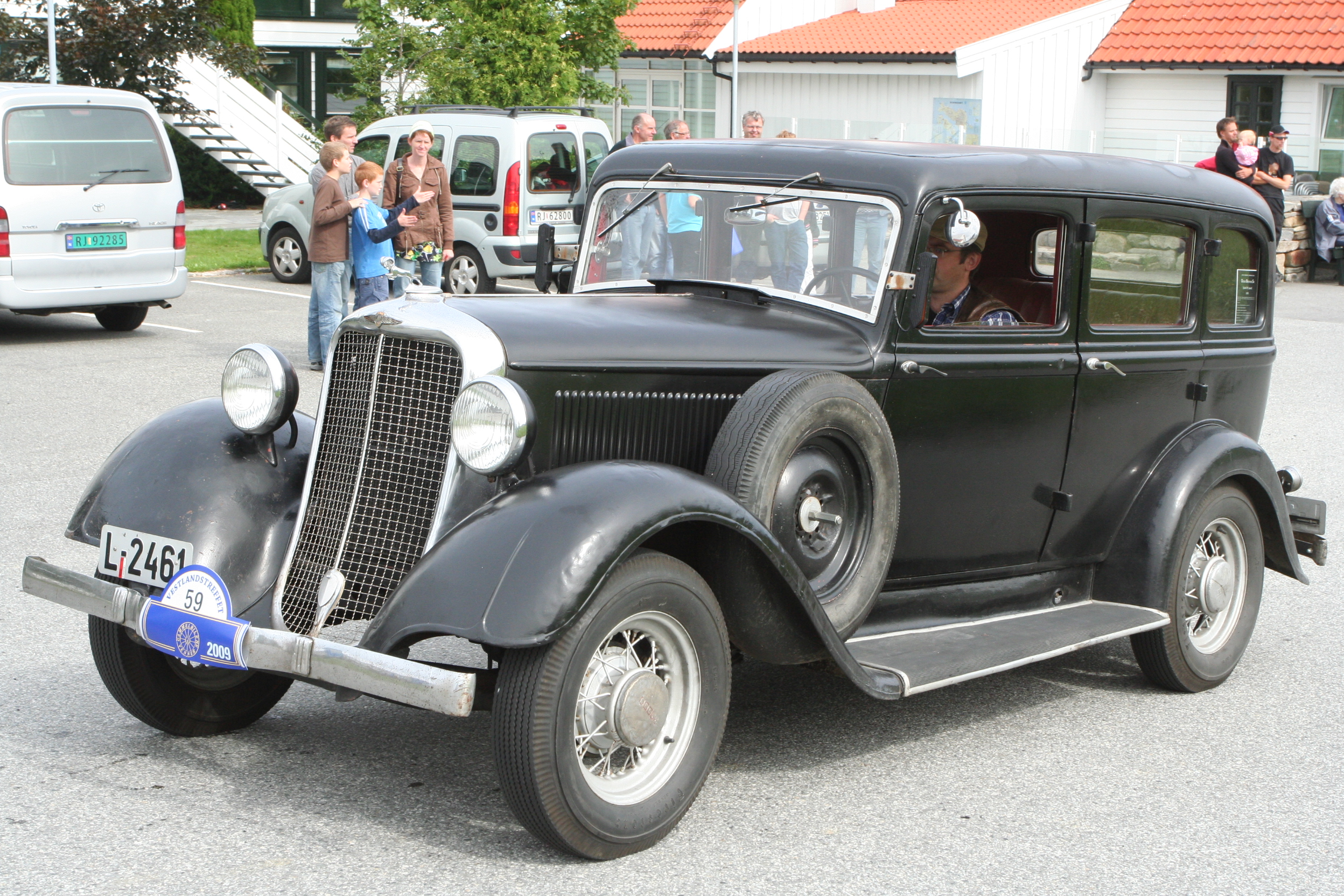
Una Dodge Serie DP del 1933

La Serie DP, che fu introdotta nel gennaio del 1933, era dotata di un motore a valvole laterali e sei cilindri in linea da 3.299 cm³ di cilindrata che sviluppava 75 CV di potenza. Di questo motore era offerta anche una versione più potente che erogava 81 CV. Il propulsore era anteriore, mentre la trazione era posteriore. Il cambio era a tre rapporti mentre la frizione era monodisco a secco.
La vettura era offerta in versione berlina quattro porte, coupé due porte, e cabriolet due porte. Inoltre la vettura era disponibile anche con telaio nudo, cioè senza carrozzeria, allo scopo di dare la possibilità all'acquirente di completare la vettura dal proprio carrozziere di fiducia. Originariamente il passo era di 2.826 mm.
Nell'aprile del 1933 il passò fu allungato a 2.921 mm. Nel gennaio del 1934 la Serie DP  fu sostituita Dodge Special e dalla Dodge Deluxe. Nel giugno dello stesso anno fu lanciata sui mercati un'altra sostituta del modello, la Dodge Standard.